# Veronica ornata
Veronica ornata är en grobladsväxtart som beskrevs av Monjuschko. Veronica ornata ingår i släktet veronikor, och familjen grobladsväxter. Inga underarter finns listade i Catalogue of Life.

## Bildgalleri

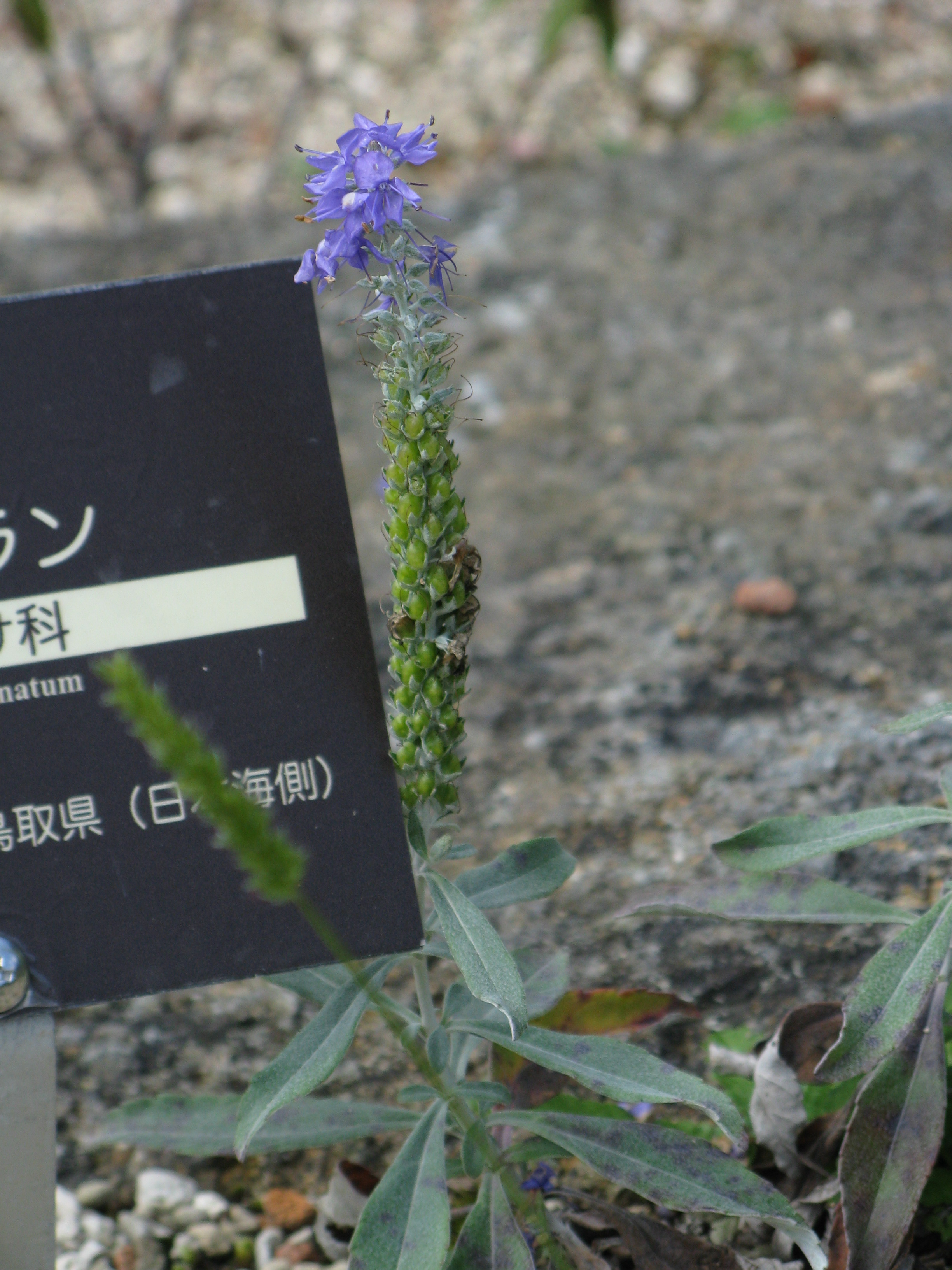
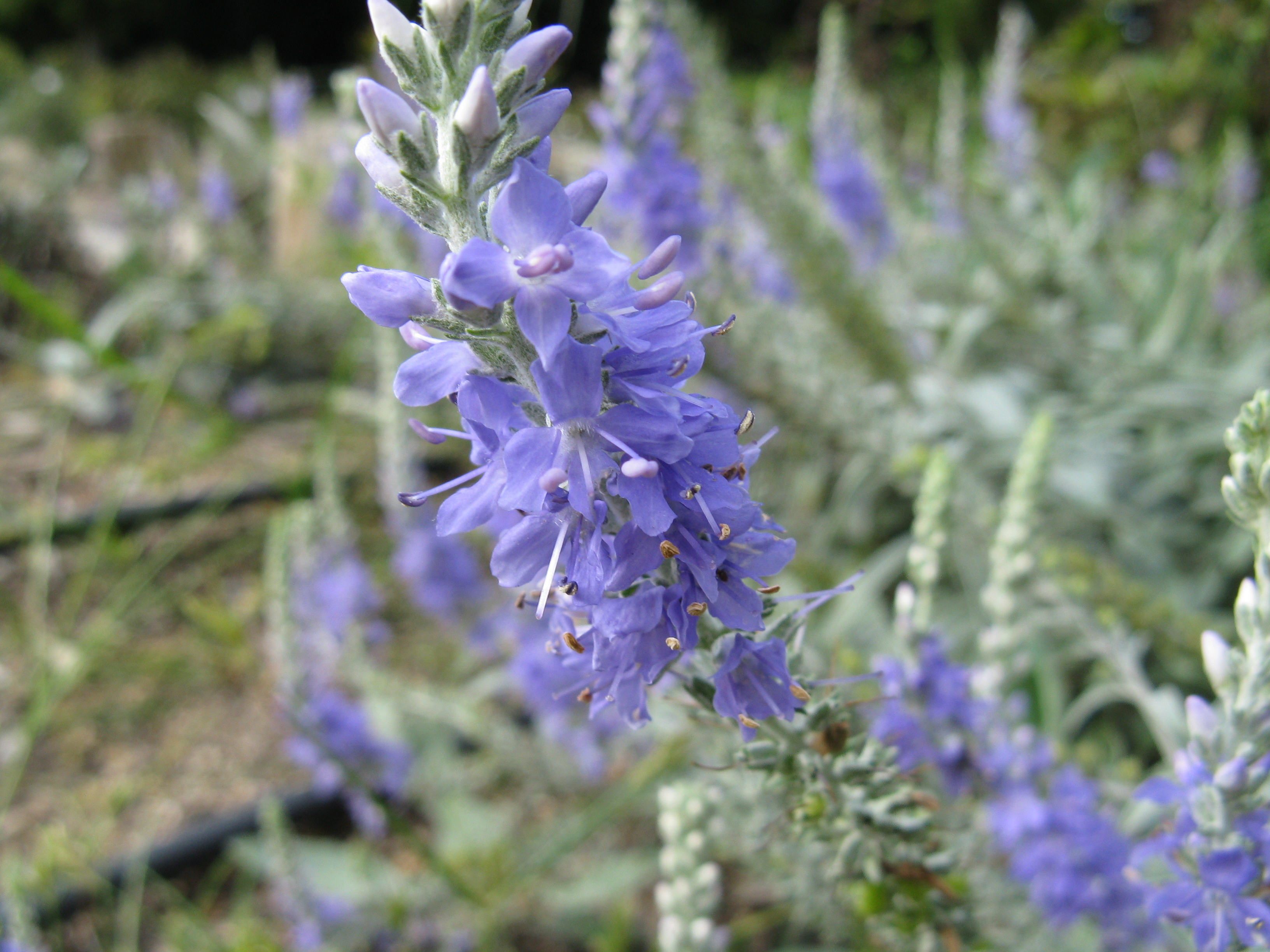
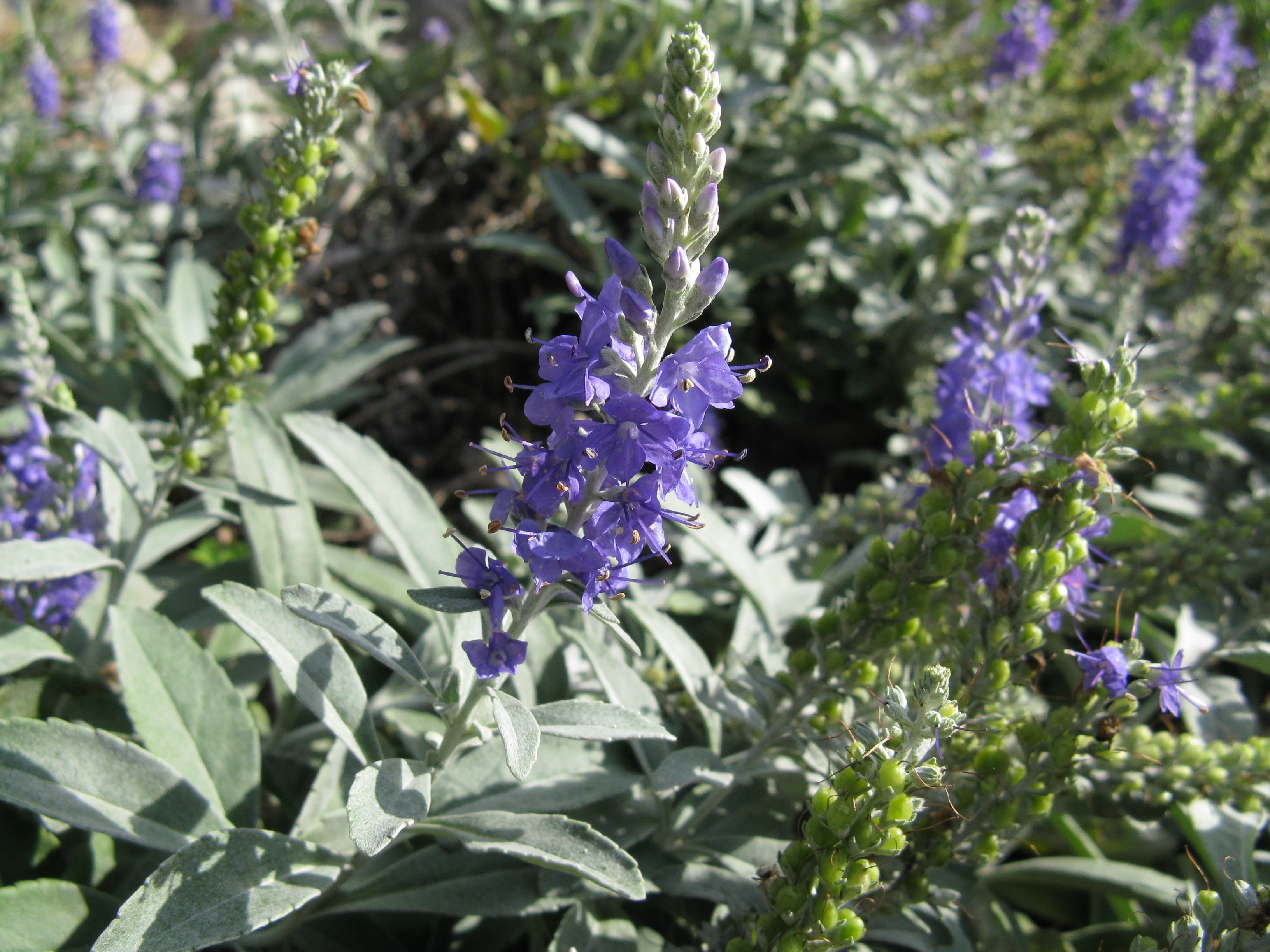